# Zweiflüssestein
Der Zweiflüssestein ist ein Gedenkstein in der Dorfmitte von Fischern, einem Ortsteil der Marktgemeinde Schirnding im Landkreis Wunsiedel im Fichtelgebirge (Nordostbayern). Hier fließt die Röslau (Fluss) in die Eger. Der Gedenkstein erinnert an die Einweihung des Röslauwegs am 8. Juni 1980, der vom Fichtelgebirgsverein angelegt wurde.

## Gestaltung des Gedenksteins
Der etwa 2,50 hohe Granitfindling trägt die Inschriften der Flussläufe Eger und Röslau, nennt die Namen der Orte, die an den Flussläufen liegen, das Vereinsemblem des Fichtelgebirgsverein Siebenstern und das Einweihungsdatum.